# پنج کاف
پنج کاف (پنجابی: ਪੰਜ ਕਕਾਰ Pañj Kakār) پنج اصول دین هستند که سیک‌های خالصه همواره طبق دستور گورو گوبیند سیک گوروی دهم سیک در ۱۹۶۶ می‌پوشند. پنج کاف تنها نماد نیستند بلکه اصول ایمانند که مجموعاً هویت خارجی و تعهد پیروی خالصه را به سیک رنی یا شیوهٔ سیکی زندگی تشکیل می‌دهند.

## پنج شیء
1. Kesh: کش، موی کوتاه نشده
2. Kangha: کانگا، شانهٔ چوبی
3. Kara: کارا، گردنبند فلزی

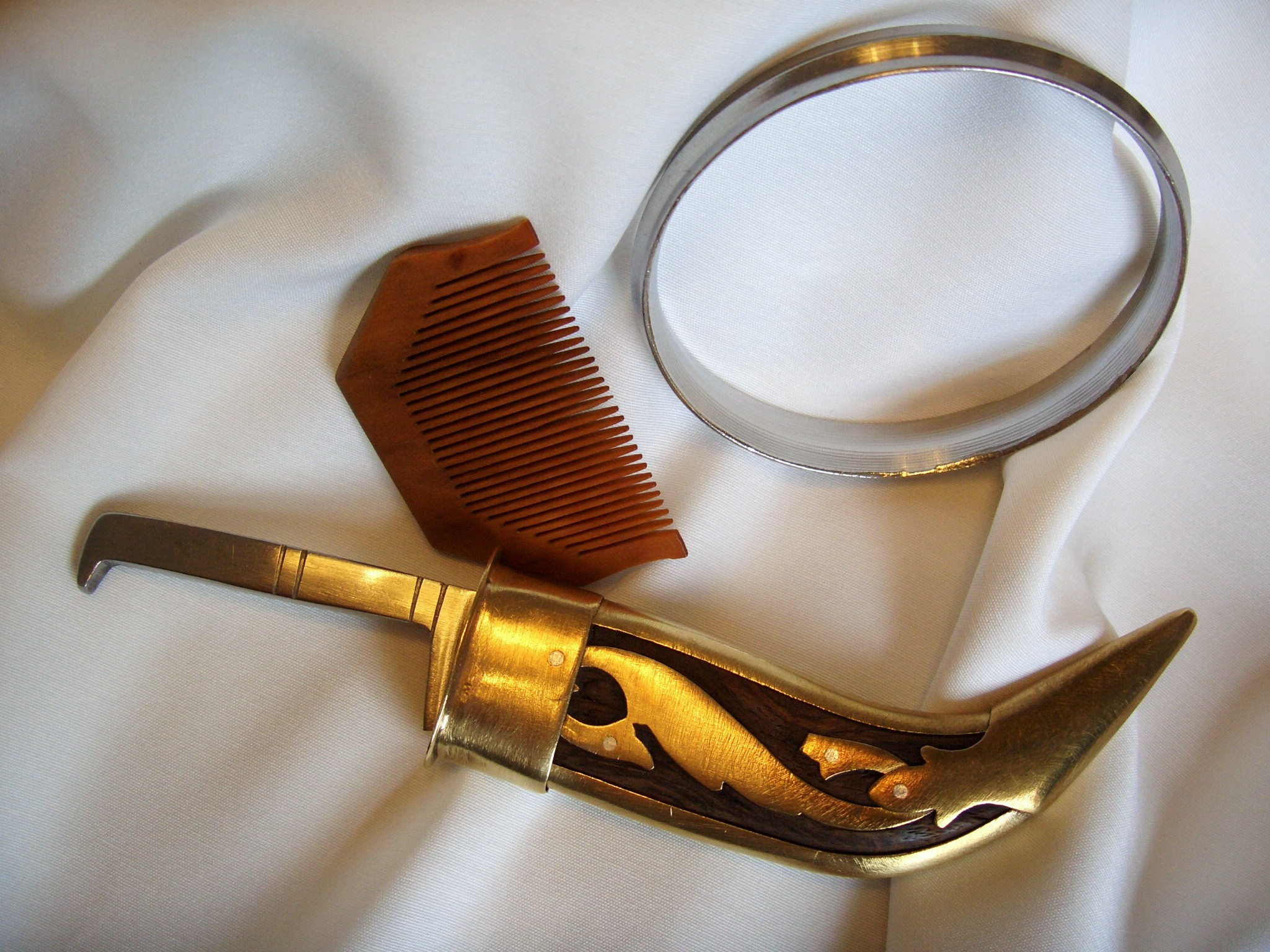
سه تا از پنج کاف

4. Kachera: کاچرا، یک نوع لباس زیر خاص پنبه‌ای
5. Kirpan: کیرپان، یک خنجر خمیده

فردی که هر پنج شیء را بپوشد باید سیک قلمداد شود.